# Solanum lachnophyllum
Solanum lachnophyllum är en potatisväxtart som beskrevs av Symon. Solanum lachnophyllum ingår i släktet skattor som ingår i familjen potatisväxter. Inga underarter finns listade i Catalogue of Life.